# The Amazing World of Gumball
The Amazing World of Gumball (també coneguda simplement com a Gumball) és una sèrie d'animació creada per Ben Bocquelet i que s'emet per Cartoon Network des del maig del 2011. Gumball no ha estat doblada al català però a nivell estatal s'emet al canal Boing sota el títol El asombroso mundo de Gumball. Produïda sobretot al Regne Unit, la sèrie segueix les vivències d'en Gumball Watterson, un gat blau de 12 anys que, juntament amb el seu germà adoptiu Darwin -un peix daurat, comparteixen al poble fictici d'Elmore, tant en companyia de la seva família (la seva germana Anais i els seus pares Richard i Nicole) com de diversos personatges secundaris, molts d'ells de l'institut on estudien.
La sèrie és característica per no tenir un sol estil d'animació, sinó que per dissenyar i filmar els personatges es recorre tant a models 3D com a titelles, stop-motion, actors, animació tradicional, etc.; mentrestant els escenaris estan basats en llocs reals. Durant el recorregut de la sèrie han tingut lloc canvis tant en la qualitat de l'animació i en el disseny dels personatges com en el guió, adoptant un to cada cop més satíric.
La sèrie va finalitzar amb sis temporades i 240 episodis emesos, i ha rebut crítiques majorment positives. També s'ha adaptat al còmic. Tot i que en un moment s'anunciés la sisena temporada com l'última, després de l'últim episodi es van començar a emetre mini-sèries amb millors moments de la sèrie, es va anunciar un telefilm i també una sèrie derivada per a Cartoon Network i HBO Max per continuar la trama de la sèrie i de la pel·lícula.

## Premissa
La sèrie gira al voltant de la vida d'un gat de 12 anys anomenat Gumball Watterson i les seves freqüents malifetes a la fictícia ciutat americana d'Elmore, accompanyat pel seu germà adoptiu/millor amic el peix daurat Darwin. La resta de membres de la seva família (l'intel·lectual germana Anais, el gandul pare Richard, ambdós conills, i l'addicta a la feina mare Nicole, una gata) sovint es troben també involucrats en les seves gestes. Gumball va a l'institut amb el seu germà, i durant la sèrie interactua amb els seus diversos companys, sobretot amb la seva nòvia Penny Fitzgerald.
Un lloc destacat de la sèrie des de la tercera temporada és "el buit", una dimensió dins Elmore on s'hi troben tots els errors de l'univers, i on s'inclouen tant aspectes de la realitat com elements de la pròpia èrie. En Rob és un personatge de fons de les primeres dues temporades que va quedar atrapat al "buit", ja que se'l considerava "irrellevant". A la tercera temporada aconsegueix escapar, convertint-se així en l'antagonista i la nèmesi principal d'en Gumball. Més endavant s'adona de la seva existència fictícia al capítol "The Disaster" de la quarta temporada, i que el seu odi vers en Gumball es deu al seu rol com a protagonista.

## Producció
Quan es va crear l'estudi d'animació Cartoon Network Development Studio Europe el 2007, van contractar a Ben Bocquelet amb la finalitat que ajudés a la resta de persones a presentar els seus projectes a la xarxa. No obstant, quan se'ls va donar via lliure per llençar les seves idees, Bocquelet va recollir alguns personatges creats per ell mateix i rebutjats per col·locar-los en un entorn escolar. Un pilot d'un minut de durada va sortir el 2008.
A Daniel Lennard, vicepresident de la sèrie original i desenvolupador a Turner Broadcasting UK, li va agradar la idea i li va donar llum verda a la sèrie. Gairebé dos mesos abans que s'estrenés la primera temporada, ja es va anunciar una segona temporada "per demostrar que estaven convençuts que la sèrie seria un èxit", en paraules de Lennard. La sèrie, que és la primera que produeix l'estudi que Cartoon Network té al Regne Unit, està co-produïda per Studio SOI i Great Marlborough Productions Limited, i la primera temporada van comptar també amb Boulder Media Limited i Dandelion Studios.
Des del maig de 2011 s'han produït un total de cinc temporades amb quaranta episodis d'onze minuts cadascun, excepte la primera temporada que només té trenta-sis capítols. S'ha confirmat que hi haurà una sisena temporada que serà la última que compti amb Bocquelet. Ell mateix també va dir en una entrevista a The Times que tenien plans en una pel·lícula, encara que després de la seva marxa la seva existència es posa en dubte així com la continuïtat de la sèrie.